# Based on a True Story (Mack 10)
Based on a True Story è il secondo album in studio del rapper statunitense Mack 10, pubblicato nel 1997.

## Tracce
1. Mack Manson (Intro) – 0:54
2. Chicken Hawk II – 2:43
3. Mack 10, Mack 10 (featuring Allfrumtha I & The Comrads) – 4:00
4. Bangin' Gears (Insert) – 0:48
5. Backyard Boogie – 4:19
6. Can't Stop (featuring E-40) – 4:43
7. Tonight's the Night (featuring Squeak Ru) – 3:16
8. Aqua Boogie (Insert) – 0:57
9. The Guppies (featuring Ice Cube) – 3:05
10. Inglewood Swangin' – 3:59
11. Dopeman – 4:03
12. What You Need? (Dopeman '97) – 3:24
13. Only in California (featuring Ice Cube & Snoop Dogg) – 4:40
14. Gangster Poem (Insert) – 0:53
15. W/S Foe Life – 2:40
16. Based on a True Story – 4:15